# 디종 FCO B
디종 FCO B(프랑스어: Dijon Football Côte-d'Or B)는 프랑스의 축구단이다. 또한 디종 FCO의 리저브팀으로 활동 중이다.